# ヘンリーメヒシバ
ヘンリーメヒシバ Digitaria henryi Rendle 1904. は、イネ科の植物の1つ。メヒシバに似るが、花茎の先端から出る穂が一束にまとまって、ばらばらに広がることはない。

## 特徴
這って広がる多年生の草本。根茎は短いが、地上に出る茎の株が細くて横によく這い回り、節から根を下ろして広がる。茎は旧部に前年の古い葉が枯れたものが残り、背丈は10～20cm程度になる。葉身は扁平で長さ4～7cm、幅3～5mmで、葉先は一般的にはメヒシバのように細くはならず、全体にはほぼ無毛であるが、基部付近にはまばらに長い毛がある。葉舌は高さ1.5～2mm。葉鞘は滑らかで毛がない。
花期は8～10月。花序は3～6本の小穂のつく茎(総)からなり、それらは短い柱軸から出て直立してまとまった束の形になり、メヒシバのように広がることはない。花序は淡緑色で長さ5～8cm。総の花軸は扁平で、その縁には小さな刺針が並んでいてざらつく。
小穂は広披針形で長さ2.2～2.5mmで長い毛が多い。第1包頴はごく小さくて三角形をしており、毛はない。第2包頴は小穂の1/2～2/3程度の長さ。不稔の第1小花の護頴は小穂の長さとほぼ同長で7脈、時に5脈があり、表面は無毛だが縁沿いには白い毛が多く生えている。第2小花は稔性があり、その護頴はやや革質で色が淡く、両側の縁は巻き込んで内頴と果実を抱えている。果実が熟すると小穂ごと落下する。
和名はイギリスの植物採集家である A. Henry を記念したものである。

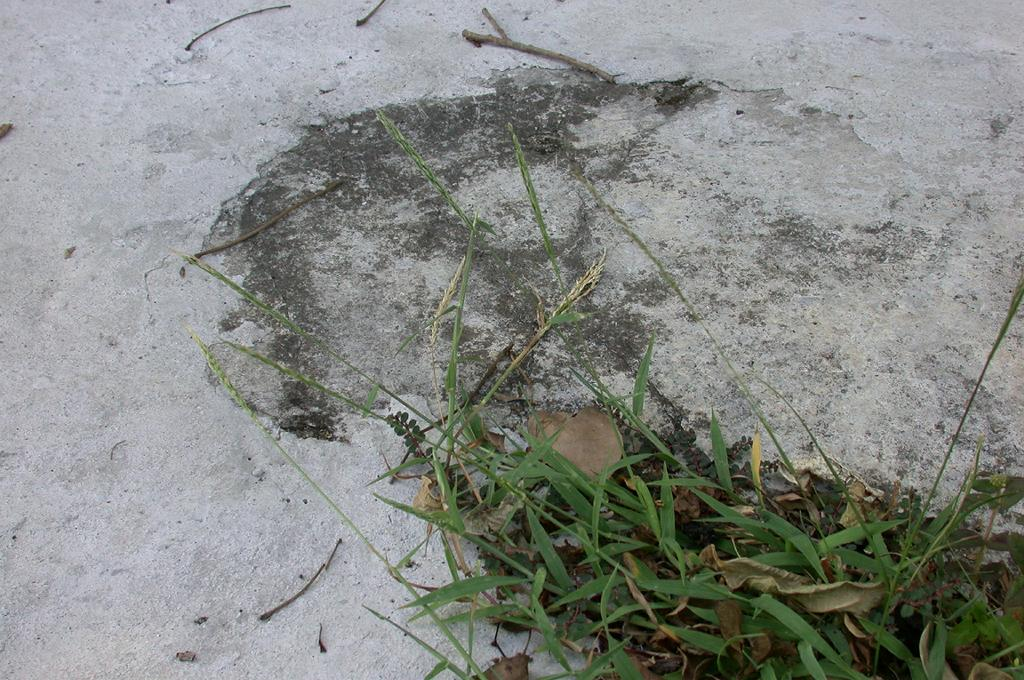
全体の姿
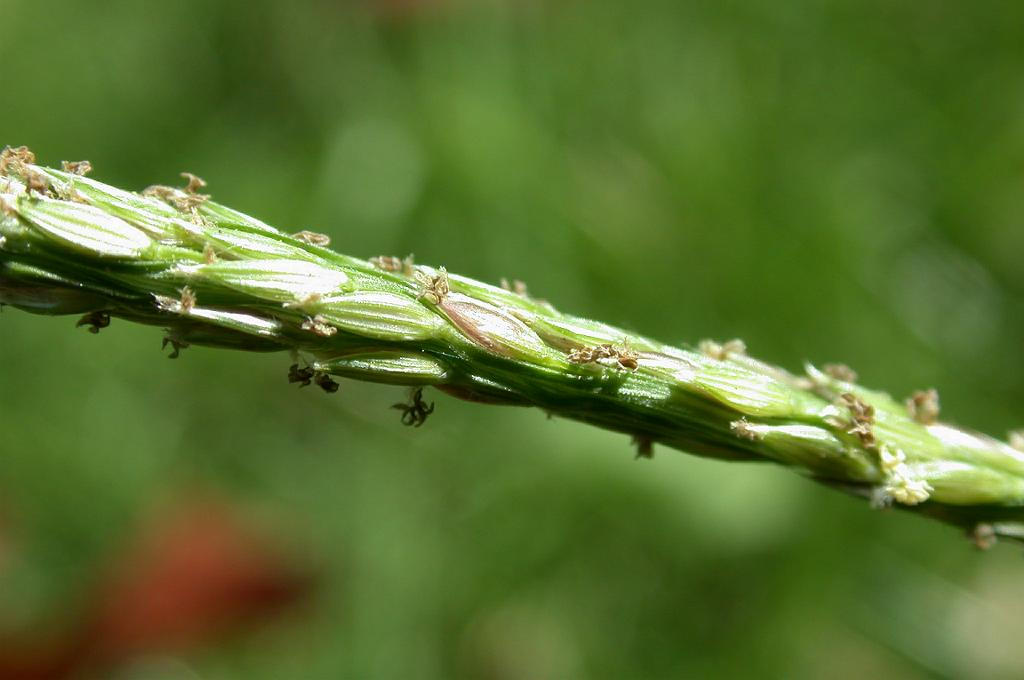
穂の拡大像

## 分布と生育環境
日本では九州南部から琉球列島にかけて、国外では中国南部と台湾に分布する。タイプ産地は台湾の高雄で、またハワイに帰化している。
海岸付近の草地に生える。

## 分類、類似種など
メヒシバ属は世界の暖地に100種以上が知られており、日本には10種ほどが知られている。最も広く知られているメヒシバ D. ciliaris は花茎先端に出る小穂のつく枝(総)が掌状に広がる点ではっきり見分けがつく。しかしながら小穂の形などの特徴では本種とよく似ており、またメヒシバも穂の出る当初は総が一束になっていることもあり、本種をメヒシバと同一のものとの判断が専門家の間でも一定の支持があるという。長田(626)はそれらを「生品を見ていない」からであり、「一見して区別できる」ものであるとしている。ではっきり違う点として多年生で旧年の葉が残っていることがあること、総が結実の時期になっても束になって直立したままであることを述べ、メヒシバとの区別点としてはやや小柄で小穂もやや小さく、総がまれに分枝すること、総が一束のままであること、小穂に毛が多いことなどを上げている。更に葉が小さくて尖らないものが多いとして、「それだけでほぼ見当がつく」とも述べている。
他に本属で小穂が一束のものとしては以下の2つが上げられている。
- D. sericea キヌゲメヒシバ

八重山から台湾に産し、本種に似ているが葉鞘から葉身に柔らかな毛が多い。これは本種の変種程度のものでは、とも言われる。
- D. prupiens ヒトタバメヒシバ

大東島、小笠原諸島から太平洋諸島に分布するもので、本種に似ているが遙かに大きくて背丈が1mにも達する。